# پیتزا (فیلم ۲۰۱۲)
«پیتزا» (تامیلی: பீட்சா) یک فیلم است که در سال ۲۰۱۲ منتشر شد.